# ジョン・ヘンチ
ジョン・ヘンチ（John Hench、1908年6月29日 - 2004年2月6日）は、ウォルト・ディズニー・イマジニアリング副社長。アイオワ州出身。

## 概暦
南カリフォルニアで育ち、ニューヨーク、ロサンゼルス、サンフランシスコでアーティストとしての基礎を学び、1939年にウォルト･ディズニー・プロダクションのストーリー部門のスケッチアーティストとして入社した。その後、ストーリー編集、レイアウト背景、アニメーション効果や特殊効果を担当した。1954年からウォルト・ディズニー・イマジニアリングに移り、プロジェクトデザイナーとしてディズニーランドのトゥモローランドの建設に携わり、ディズニーランド・パークの数々の新しいアトラクションづくりに貢献した。1960年代半ばにウォルト・ディズニー・ワールド・リゾート計画の始まりから、ショーコンセプトや建築、衣装、グラフィックデザインなどのマスタープランへ積極的に参加し、開発に携わった。東京ディズニーランド、ディズニーMGMスタジオやディズニーランド・パリの建設など、世界中のディズニー・テーマパークの拡大プロジェクトに貢献している。

## 製作に携わった作品
| アメリカ公開年 日本公開年 | 邦題 原題                                                   | 役職     | 備考                                                     |
| ------------------------- | ----------------------------------------------------------- | -------- | -------------------------------------------------------- |
| 1940年 1955年             | ファンタジア Fantasia                                       | 背景     | トッカータとフーガ／ニ短調、くるみ割り人形担当           |
| 1941年 1954年             | ダンボ Dumbo                                                | 背景     |                                                          |
| 1946年                    | メイク・マイン・ミュージック Make Mine Music                | 美術監督 |                                                          |
| 1949年                    | わが心にかくも愛しき(私の心よ) So Dear to My Heart          | 美術監督 |                                                          |
| 1949年                    | イカボードとトード氏 The Adventures of Ichabod and Mr. Toad | 美術監督 | 日本未発売DVD「The Madcap Adventures of Mr. Toad」に収録 |
| 1950年 1952年             | シンデレラ Cinderella                                       | 美術監督 |                                                          |
| 1951年 1953年             | ふしぎの国のアリス Alice in Wonderland                      | 美術監督 |                                                          |
| 1952年 1953年             | 水鳥の生態 Water Birds                                      | 美術     |                                                          |
| 1953年 1955年             | ピーター・パン Peter Pan                                    | 美術監督 |                                                          |
| 1954年 1955年             | 海底二万哩 20000 Leagues Under the Sea                      | 特殊効果 |                                                          |
| 1959年 1960年             | ドナルドのさんすうマジック Donald in Mathmagic Land         | 美術監督 |                                                          |

## 受賞歴
- 1954年 - アカデミー特殊効果賞
- 1990年 -  ディズニー・レジェンド